# Aleksandr Ivanovič Kutajsov
Il conte Aleksandr Ivanovič Kutajsov (in russo Алекса́ндр Ива́нович Кута́йсов?; 30 agosto 1784 – Borodino, 26 agosto 1812) è stato un generale e nobile russo.

## Biografia

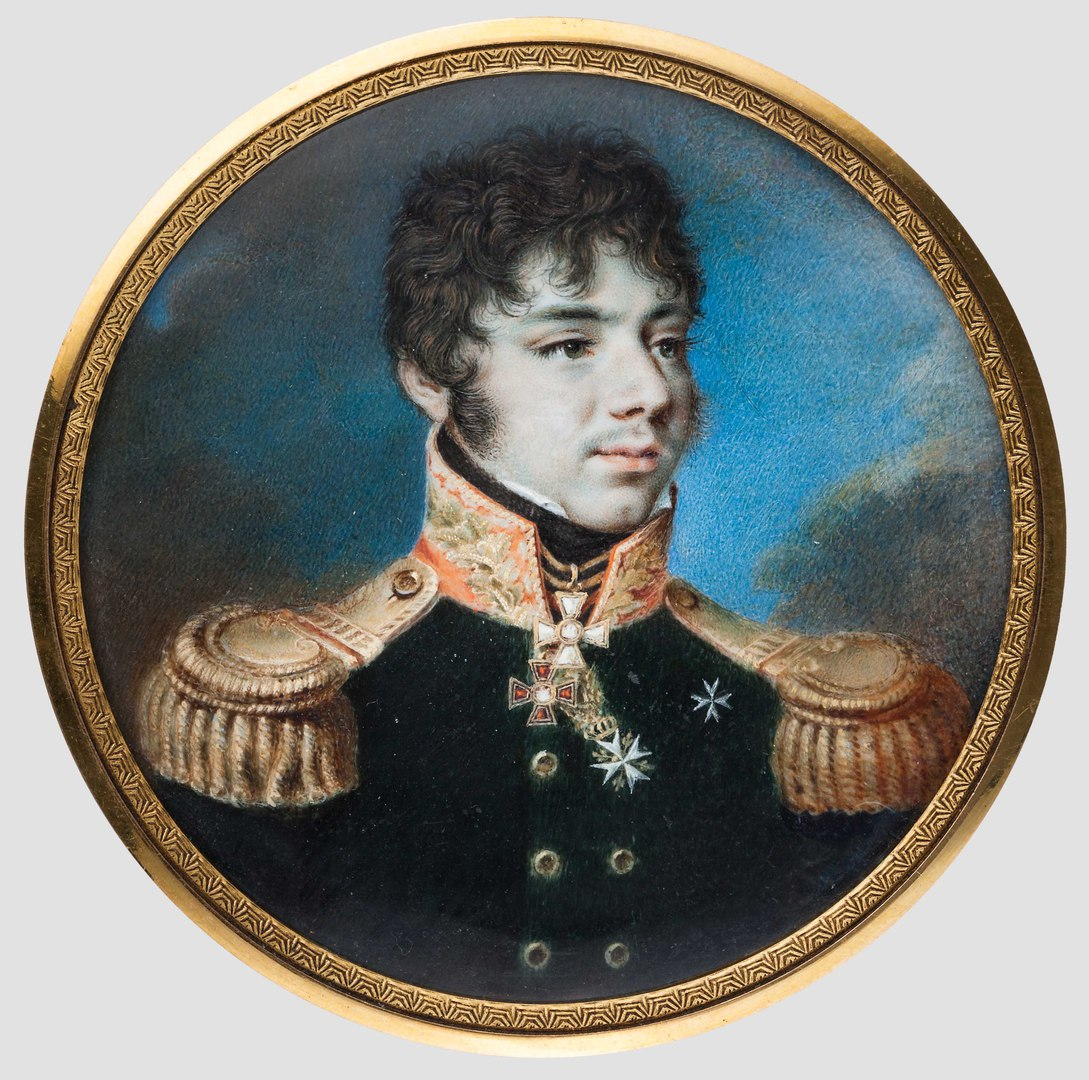
Il generale Kutajsov in una miniatura d'epoca

Membro della nobile famiglia dei conti Kutajsov, grazie all'influenza del padre all'età di 10 anni venne arruolato nell'esercito come sottufficiale ed a soli 15 anni ottenne il rango di colonnello della guardia.
Dopo la morte di Paolo I di Russia, i Kutajsov si stabilirono nella tenuta di Rozhdestveno non lontano da Mosca. Il giovane Kutajsov si innamorò in questo periodo della principessa Anastasija Borisovna Meščerskaja, figlia del proprietario della vicina tenuta di Anosino. Nel 1803, sotto la guida del generale Aleksej Andreevič Arakčeev ed assieme ai generali Ivan Grigorievič Gogel e Christoph Leontievič Euler, si dedicò alla riorganizzazione delle unità di artiglieria, al miglioramento degli allenamenti ed all'emissione di nuovi regolamenti.
All'inizio del 1806 venne promosso al rango di maggiore generale. Nella guerra del 1806-1807 si dimostrò un coraggioso comandante dell'artiglieria a cavallo ed ebbe il proprio battesimo del fuoco nella battaglia di Golymin, distinguendosi poi a Eylau ed a Friedland.
Dopo la fine delle ostilità si prese un anno tra il 1810 ed il 1811 per viaggiare in Europa e nel contempo colse l'occasione per formarsi prendendo lezioni di fortificazione, artiglieria e matematica a Vienna ed a Parigi. Tornato in Russia, compilò le "Regole generali per l'artiglieria in una battaglia campale".
Nel 1812 venne nominato comandante dell'artiglieria della I armata. Con la ripresa degli scontri, prese parte alle battaglie di Astroŭna e Smolensk. Nella battaglia di Borodino morì durante un contrattacco alla batteria di Raevskij e il suo corpo non venne più ritrovato. Il poeta russo Vasilij Andreevič Žukovskij gli dedicò l'ode "Canto nel campo dei guerrieri russi" (1812).